# 活火熔城
《活火熔城》（英語：Volcano）是美國一部災難電影，由二十世紀福斯製作，於1997年公映。

## 劇情
洛杉磯危機處理中心，是洛杉磯的常駐機構之一，其職責為一旦洛杉磯市內發生任何的天災及事故時，有權指揮包括消防及警察在內的各政府機構協助救災，從而可減低事故造成的損害程度。
故事從非常和平的一天開始，洛杉磯跟平常一樣的繁忙，居民都過著平常的生活。在早上9時14分時突然發生了1次地震，地質學家艾美博士向傳媒宣佈震央位於棕櫚谷，強度為4.9級。本來正在休假的洛杉磯危機處理中心主任馬克亦要把自己的女兒凱莉交由鄰居照顧後返回危機處理中心工作，身為工作狂的馬克亦很快投入工作，檢視市內一切狀況。雖然看上去這次地震似乎未有造成太大的影響，但過了不久，在早上9時47分時麥克阿瑟公園發生了懷疑爆炸事故，七名維修下水道的工人被活活燒死在事發現場，而另1名嚴重燒傷的生還者則送到聖文森醫院進行治理，並發現傷者不是被蒸氣燒傷，而是被另1種不明物質所導致。消息亦很快傳到洛杉磯危機處理中心，馬克因而迅速趕往事發地點進行深入調查，馬克發現該處的地質出現了不尋常的活動，故此逃回地面後要求疏散附近居民，地鐵紅線需暫停服務，同時暫停公園一帶的能源，以及請求地質學家到危機處理中心協助調查。艾美博士與洛杉磯地鐵車務主管史丹來到危機處理中心進行緊急會議，史丹表示因為未有證據顯示地質問題會影響地鐵服務而拒絕暫停服務後離開。艾美博士來到事發現場後推斷意外實際上由地質問題引起，並向馬克解釋板塊移動可造成地層斷裂，熔岩會經過地層的裂痕湧出，博士的助手瑞秋更表示在1943年的墨西哥曾經發生過因為熔岩從裂縫湧出而演變為火山爆發的記錄。馬克擔心引起市民恐慌，想辦法封鎖消息，不相信会有火山喷发，甚至以危險理由而警告艾美博士切勿嘗試再到下水道調查，艾美博士及瑞秋決定在清晨警察交班時偷偷到下水道進行搜證。
翌日清晨5時10分，艾美博士及瑞秋再次來到事發現場搜證，發現下水道牆壁上滿是硫磺，並採集樣本準備化驗。怎料在這時又發生了一次大地震，而且非常強烈，連離洛杉磯66英里外的莫哈韋沙漠都感受到強烈震動。這次的地震令整個洛杉磯電力中斷，地鐵紅線的一列列車在西湖/麥克阿瑟公園站附近的隧道內被困並且失聯，而在下水道採集樣本的瑞秋更因此不慎掉落熾熱的裂縫而慘死。危機處理中心亦在恢復電力後立即開始全市檢視工作，馬克的同事艾曼開始肩負後勤指揮工作。至於馬克亦帶著驚醒了的凱莉回去危機處理中心並聯絡艾曼提供最新消息，當他們的車子到了韋遜大道時整條馬路的下水道蓋都突然冒煙，附近的拉布雷亞瀝青坑更冒出大量黑煙並突然噴發熔岩彈，擊中附近的商店及建築物並造成火災，更間接造成不少交通意外，馬克立即通知艾曼召消防到現場增援並通知艾美博士，並留在現場進行前線指揮工作及協助疏散市民。史丹從其他工作人員得知有列車被困，而且列車溫度突然提高，故此決定帶領一隊人馬到隧道內進行搜救。
消防很快就接報到場，但突如其來的熔岩彈擊中了其中1部消防車，導致有消防員受傷以及被困，慶幸的是聖文森醫院的急救醫生潔·卡達途經現場而下車發揮本領救人。而失去瑞秋的艾美博士雖成功逃過一劫，但發現公園內的水都沸騰起來，後來自己的保護袍更被慌亂的市民當物資搬搶奪了，就在此時她摸到火山灰並看見韋遜大道方向的情況。過了不久馬路上的煙停止了，但突然又一陣的地震以及爆炸後拉布雷亞瀝青坑終於發生了洛杉磯有史以來首次的火山爆發，火山不但已開始成形，噴出的熔岩更流到韋遜大道，所到之處房倒屋塌，車輛被熔岩造成的火燒著，道路被熔岩堵塞，火山灰掩蓋了天空，市民驚惶失措，洛杉磯頃刻間變成人間地獄。熔岩在城市到處流動並沿韋遜大道流向洛杉磯的住宅区，不但吞噬了馬克的車子及一部困著兩名消防員的消防車，凱莉更遭到熔岩彈噴出的小火球所燒傷，但馬克因需留在現場協助救人而決定把凱莉交由卡達醫生連同受傷的消防員一同送往未受影響的雪松醫院接受治理。凱莉送院後馬克開始調兵遣將指揮警察、消防以及其他相關團隊合力控制韋遜大道的局勢，來到現場的艾美博士即場教所有消防員如何閃避火山噴發的熔岩彈，並利用障礙物以及鑽地等方法試圖減慢熔岩的推進速度，但由於成效不大，故此馬克及艾美博士決定於通往住宅區的費爾街路口處以混凝土路障築起一條馬蹄鐵型的堤壩阻截熔岩流並向熔岩射水及擲水彈冷卻熔岩，從而保護後方的住宅區。直到天光之時，路上被擋住的岩浆成功凝固了，但熔岩实际上已流進了當地的地鐵紅線隧道內並贯入地铁，並燒毀了一部被困在西湖/麥克阿瑟公園站隧道內的列車，史丹亦為了救出司機而犧牲了。艾美博士因而通知了馬克，馬克在紅線隧道路面放攝影機入隧道內查探時發現地鐵隧道內的熔岩突然加速流動。兩人經過計算後發現熔岩會在30分鐘後到達紅線位於比華利中心地底的隧道盡頭並再1次發生噴發，而且這次爆發所產生的能量不但比韋遜大道的首次爆發來得更大，而且位於爆發點附近的雪松醫院會遭受牽連（除了凱莉外，有不少死傷者亦被送往雪松醫院搶救，而且這本來是馬克的主意）。
面對這種危急存亡之秋的情況，馬克、艾美博士以及所有救援人员竭尽全力全速往比華利中心準備迎擊第2次的噴發。馬克最終以炸藥炸出一條坑道，並炸塌較多鋼筋混凝土的新入伙住宅建築比華利山大廈作保護堤，成功迫使於比華利中心外噴發的岩浆流入坑道並進入去水道，從而再流入巴倫拿溪後流出太平洋。一場幾乎毀滅洛杉磯的火山爆發的危機最終都能化險為夷，馬克又能再次恢復他本來的休假並帶著凱莉及艾美博士回家，並把一切善後工作交由艾曼1人全權接手。
事故造成約100多人死亡，1000多人受傷。而政府的加州地質局其後正式將拉布雷亞瀝青坑爆發後所形成的小火山命名為韋遜山，並評級為活火山，從而成為當局的火山資料庫最新資訊。

## 主要人物角色
| 演員                                             | 角色                      | 角色背景 |
| ------------------------------------------------ | ------------------------- | --- |
| 湯米·李·瓊斯 Tommy Lee Jones                     | 馬克·洛克 Mike Roark      | 男主角，洛杉磯危機處理中心主任，為一名工作狂，就算休假時發生事故的話亦會投入工作，事發時本身正在休假陪伴自己的女兒凱莉。在韋遜山爆發前因為仍然在韋遜大道上並見證著韋遜山的爆發而化身為現場指揮官協助救人，最後成功帶領所有救援人員渡過這次災難。似乎對艾美博士有好感。 |
| 安·海契 Anne Heche                               | 艾美·巴恩 Amy Barnes      | 女主角，加州地質科學中心地質學博士。在這次災難中她提供了不少實用的地理資訊，並在後期加入馬克的救援工作，並在到達雪松醫院後被馬克委託找回凱莉。似乎對馬克有好感。 |
| 盖比·霍夫曼 Gaby Hoffmann （页面存档备份，存于） | 凱莉·洛克 Kelly Roark     | 馬克及其前妻所生的獨女，現年13歲，非常害怕地震。在第2天清晨的大地震過後由馬克帶往洛杉磯危機處理中心暫避期間見證韋遜山首次爆發，並遭到其熔岩彈噴出的小火球所燒傷而由在場的醫生帶往雪松醫院接受治療。                                                                    |
| 唐·奇鐸 Don Cheadle                              | 艾曼·瑞斯 Emmit Reese     | 洛杉磯危機處理中心主任，馬克的同事，在危機處理中心肩負後勤指揮工作。在韋遜山爆發時負責提供所有突發消息給馬克並一直聯絡馬克以得知外面的最新情況。事故過後被馬克以他正在休假為由而被逼負責所有善後工作。                                                                   |
| 傑奎琳·金 Jacqueline Kim                         | 潔·卡達 Jaye Calder       | 聖文森醫院急症室醫生，諾曼的妻子。在韋遜山爆發時帶同凱莉以及部份受傷消防員在馬克的要求下送往雪松醫院接受治理，並留守雪松醫院協助救人，但此舉導致諾曼非常不滿並氣走了他。                                                                                             |
| 羅利·拉瑟姆 Laurie Lathem                        | 瑞秋 Rachel               | 加州地質科學中心職員，艾美博士的助手，面對傳媒時會怯場。在調查排水管期間因突如其來的大地震而掉落下水道內的熾熱裂縫而死。 |
| 约翰·卡洛·林奇 John Carroll Lynch                | 史丹·奧柏 Stan Olber      | 洛杉磯地鐵車務主管。在大地震過後為了搜救失聯的紅線列車而帶同一隊人馬到即將被熔岩吞噬的隧道內進行搜救，最後為了救出司機而葬身熔岩。 |
| 约翰·考伯特 John Corbett                         | 諾曼·卡爾達 Norman Calder | 洛杉磯最新物業比華利中心的業主，潔·卡達的丈夫。於雪松醫院勸阿潔回家時因為阿潔希望留下繼續救人而被氣走。 |

## 與事實不符之處
- 在Stan衝入地鐵拯救司機的情節中，列車正被熔岩吞噬，其車廂內的高溫能把塑膠、金屬及鞋子等熔化，並足以置人於死地，這種情況理應使Stan的肺部被灼傷，早在跳出車前兩人應已死掉。
- 片中火山爆出的熔岩理應不會產生大量的火山灰。
- 在片中滿佈火山灰的情況下，是不適宜駕駛直升機投擲水彈的，另外汽車等也會因火山灰堵塞引擎而無法開行。

## 外部連結
- 互联网电影数据库（IMDb）上《活火熔城》的资料（英文）
- Box Office Mojo上《活火熔城》的資料（英文）
- 爛番茄上《活火熔城》的資料（英文）
- Metacritic上《活火熔城》的資料（英文）
- AllMovie上《活火熔城》的资料（英文）
- 開眼電影網上《活火熔城》的資料（繁體中文）
- 时光网上《活火熔城》的資料（简体中文）
- 豆瓣电影上《活火熔城》的資料 （简体中文）